# Replugged
Replugged – drugi album studyjny niemieckiego zespołu U96, wydany w 1993 roku przez Urban Records i Polyder Records.

## Lista utworów
Źródło: Discogs
| Nr  | Tytuł                                      | Długość |
| --- | ------------------------------------------ | ------- |
| 1.  | „War of the Worlds”                        | 4:56    |
| 2.  | „Love Sees No Colour”                      | 3:45    |
| 3.  | „Young Girls”                              | 3:21    |
| 4.  | „Night in Motion”                          | 4:15    |
| 5.  | „The Rainbow Factor”                       | 3:35    |
| 6.  | „You Make Me Wonder”                       | 3:08    |
| 7.  | „Theme From „Replugged” (Part I, Part II)” | 5:14    |
| 8.  | „Je Suis Selected”                         | 3:25    |
| 9.  | „Feel Like a Dum Dum”                      | 2:31    |
| 10. | „The One Russian”                          | 3:06    |
| 11. | „Brainkiller”                              | 4:32    |
| 12. | „Without You”                              | 4:54    |

## Notowania na listach przebojów
| Kraj       | Lista (1993)                          | Najwyższa pozycja |
| ---------- | ------------------------------------- | ----------------- |
| Austria    | Alben Top 40                          | 5                 |
| Szwajcaria | Alben Top 40                          | 18                |
| Niemcy     | Albums Top 100                        | 21                |
| Węgry      | Top 40 album- és válogatáslemez-lista | 24                |
| Szwecja    | Top 50 Albums                         | 33                |